# 袁正己
袁正己（?—?），直隶天津府静海縣人，清朝政治人物，同进士出身。
乾隆四十五年（1780年）庚子恩科进士，授貴州同仁縣知縣。